# مونتسپا
مونتسپا (فرانسوی: Montespan‎؛ تلفظ فرانسوی: [mɔ̃tɛspɑ̃]) یک کمون در دپارتمان اوت-گارون، فرانسه است.